# Romulo Tolentino de la Cruz

Romulo Tolentino de la Cruz (2015)

Romulo Tolentino de la Cruz (* 24. Juni 1947 in Balasan, Iloilo; † 10. Dezember 2021 in Zamboanga City) war ein philippinischer Geistlicher und römisch-katholischer Erzbischof von Zamboanga.

## Leben
Romulo Tolentino de la Cruz wurde in Balasan, einem der Armenviertel in Iloilo, einer der Provinz der Philippinen und die größte Provinz auf der Insel Panay, geboren. Nach seiner theologischen Ausbildung empfing er am 8. Dezember 1972 das Sakrament der Priesterweihe und wurde in den Klerus der Territorialprälatur Cotabato inkardiniert.
Am 17. Dezember 1987 ernannte ihn Papst Johannes Paul II. zum Koadjutor-Prälaten von Isabela. Der Apostolische Nuntius auf den Philippinen, Erzbischof Bruno Torpigliani, spendete ihm am 16. März 1988 die Bischofsweihe; Mitkonsekratoren waren der Erzbischof von Cotabato, Philip Francis Smith OMI, und der Prälat von Isabela, José María Querejeta Mendizábal CMF. Am 28. Januar 1989 wurde Romulo Tolentino de la Cruz in Nachfolge von José María Querejeta Mendizábal CMF, der aus Krankheitsgründen zurücktrat, Prälat von Isabela.
Johannes Paul II. bestellte ihn am 8. Januar 2001 zum Koadjutorbischof von San Jose de Antique. Am 16. März 2002 wurde Romulo Tolentino de la Cruz in Nachfolge von Raul José Quimpo Martirez, der aus Krankheitsgründen zurücktrat, Bischof von San Jose de Antique. Papst Benedikt XVI. ernannte ihn am 14. Mai 2008 zum Bischof von Kidapawan. Die Amtseinführung erfolgte am 19. Juni desselben Jahres.
Papst Franziskus ernannte ihn am 15. März 2014 zum Erzbischof von Zamboanga. Die Amtseinführung fand am 14. Mai desselben Jahres statt. Er war Mitglied der bischöflichen Kommission für soziale Kommunikation und Massenmedien der Katholischen Bischofskonferenz der Philippinen (CBCP) und stellvertretender Vorsitzender des bischöflichen Büros für die Frauen.
Er starb am 10. Dezember 2021 in Zamboanga City im Alter von 74 Jahren.